# Massacra
Massacra waren eine Death-Metal-Band aus Franconville, Frankreich. Neben Loudblast waren sie die erste französische Death-Metal-Band und auch die einzigen die in den 1990er Jahren international auf sich aufmerksam machen konnten.

## Geschichte
Gegründet wurde Massacra 1986 von Fred Duval, Pascal Jorgensen, Björn Crugger und Jean Marc Trisani. Nach der Veröffentlichung von drei Demoaufnahmen erhielt die Band im Jahr 1990 einen Plattenvertrag mit dem deutschen Musiklabel Shark Records. 1991 stieg der damalige Schlagzeuger Chris Palengat aus und wurde durch Matthias Limmer ersetzt. Auch Limmer hielt sich nur bis 1994, bevor er von Björn Crugger ersetzt wurde. 1997, nachdem der Sänger Fred Duval († 6. Juni 1997) an Hautkrebs starb, löste sich die Band auf.

## Diskografie
- 1987: Legion of Torture (Demo)
- 1988: Final Holocaust (Demo)
- 1990: Nearer From Death (Demo)
- 1990: Final Holocaust (Album, Shark Records)
- 1991: Enjoy the Violence (Album, Shark Records / Phonogram)
- 1992: Signs of the Decline (Album, Shark Records / Phonogram)
- 1994: Sick (Album, Shark Records, Phonogram)
- 1995: Humanize Human (Album, CLM / Rough Trade)
- 2000: Apocalyptic Warriors Pt. 1 (Best-of-Album, Crazy Life Music)
- 2013: Day of the Massacra (Century Media)